# Oceaan

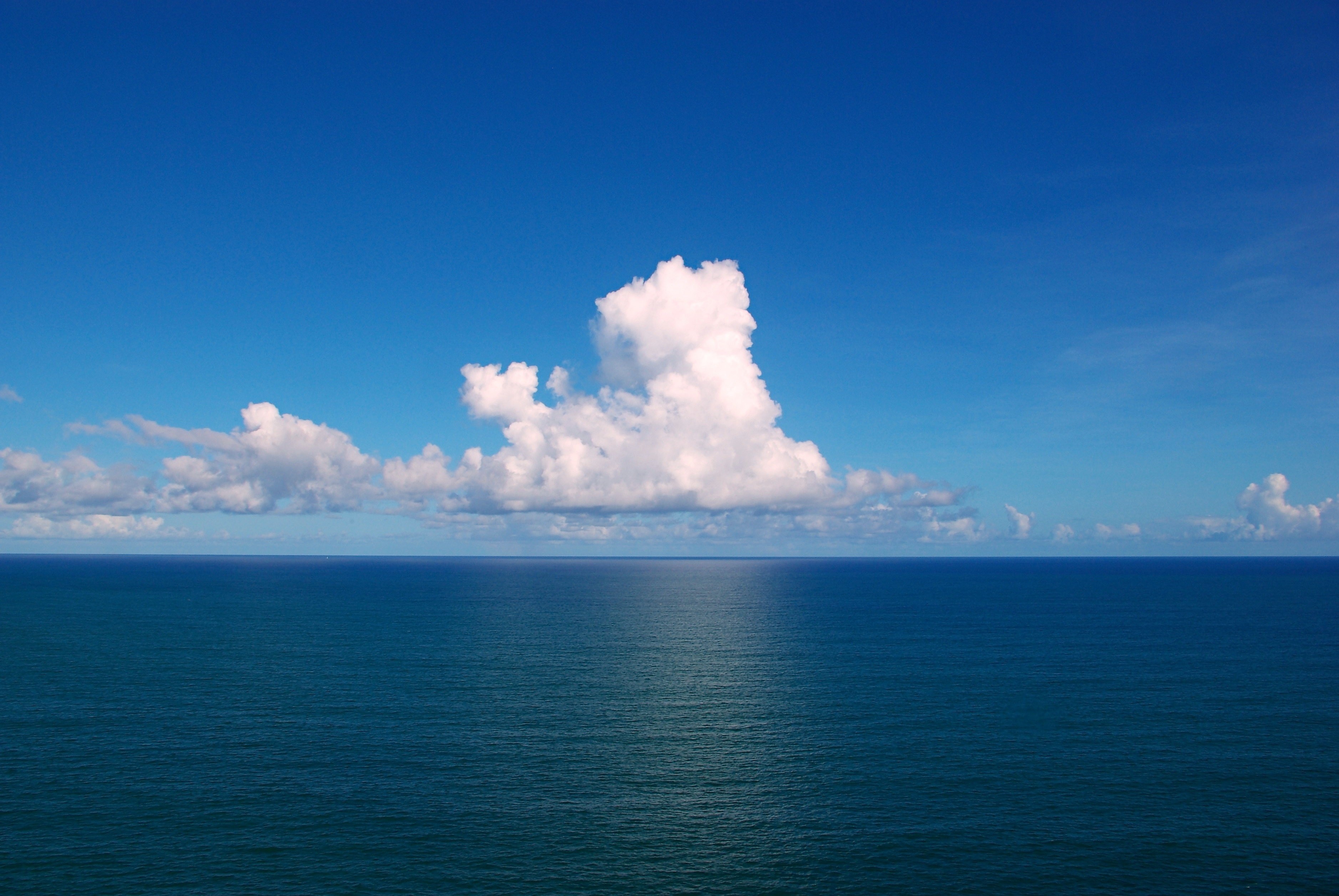
Grenslaag met condensatieniveau (scherpe ondergrens van de wolken) en troposfeer boven de Atlantische Oceaan.

Een oceaan (Oudgrieks Ωκεανός (Ōkeanós)) is een min of meer zelfstandige wereldzee tussen de continenten en kan meerdere (kleinere) zeeën bevatten.
Er worden op aarde meestal vijf oceanen onderscheiden. Deze zijn allemaal met elkaar verbonden en vormen zo samen één grote massa zout water. De oceanen en zeeën nemen in totaal 72% van het oppervlak van de aarde in (~3.6 x 108 km2), waarvan de oceanen met 71% het leeuwendeel vormen. Het land (het geheel van de continenten en eilanden) maakt de rest uit. De oceanen omvatten 97% van al het water op Aarde. Volgens oceanografen is maar 5% van de oceanen verkend. In totaal omvatten de oceanen ongeveer 1,3 miljard kubieke kilometer en hebben ze een gemiddelde diepte van 3688 meter.
In verschillende perioden in het verleden waren alle continenten met elkaar verbonden. Men spreekt dan van supercontinenten, die omringd waren door superoceanen.
Eilanden in een oceaan kunnen worden onderverdeeld in continentale eilanden en oceanische eilanden, terwijl de laatste verder kunnen worden onderverdeeld in vulkanische eilanden en koraaleilanden.

## De vijf oceanen
Sinds het vastleggen van de grenzen van de Zuidelijke Oceaan door de Internationale Hydrografische Organisatie in 2000, worden er vijf oceanen onderscheiden (in volgorde van grootte):
- De Grote of Stille Oceaan, in Amerika beter bekend als Pacific Ocean, (vroeger Stille Zuidzee genoemd) - Begrensd door (in wijzerzin vanaf het noorden) de Noordelijke IJszee, de westkust van Noord- en Zuid-Amerika, de Atlantische, de Zuidelijke en Indische Oceaan, de oost- en noordoostkust van Australië, de Indonesische archipel en de oostkust van Azië. De totale oppervlakte bedraagt 155.557.000 vierkante kilometer. De voornaamste eilandgroepen in de Grote Oceaan zijn Polynesië, Melanesië en Micronesië. Bij het eiland Guam ligt de diepste trog van de wereld; de Marianentrog. Deze werd in 1960 ontdekt[bron?] en verkend met de bathyscaaf Trieste tot op een diepte van 10.916 meter.
- De Atlantische Oceaan - Begrensd door de Noordelijke IJszee, de west- en zuidkust van Europa, de noord- en westkust van Afrika, de Indische, Zuidelijke en Grote Oceanen en de oostkust van Zuid- en Noord-Amerika. Oppervlakte: 76.762.000 vierkante kilometer.
- De Indische Oceaan - Begrensd door de zuidkust van Azië, de Indonesische archipel, de west- en zuidkust van Australië, de Grote, Zuidelijke en Atlantische Oceanen en de oostkust van Afrika. Oppervlakte: 68.556.000 vierkante kilometer.
- De Zuidelijke Oceaan (ook Antarctische Oceaan genoemd) - Begrensd door de kust van Antarctica enerzijds, en de Atlantische, Indische en Grote Oceanen anderzijds. De grens met deze oceanen ligt op 60° zuiderbreedte. Oppervlakte: 20.327.000 vierkante kilometer.
- De Noordelijke IJszee (ook Arctische Oceaan genoemd) - Begrensd door de Atlantische Oceaan, de noordkust van Noord-Amerika, de Grote Oceaan en de noordkust van Azië en Europa. Oppervlakte: 14.056.000 vierkante kilometer.

Soms wordt er ook gesproken over zeven oceanen, in dit geval zijn de Grote of Stille Oceaan en de Atlantische Oceaan ter hoogte van de evenaar verder onderverdeeld in een Noordelijk en Zuidelijk deel.

## Zeestromen

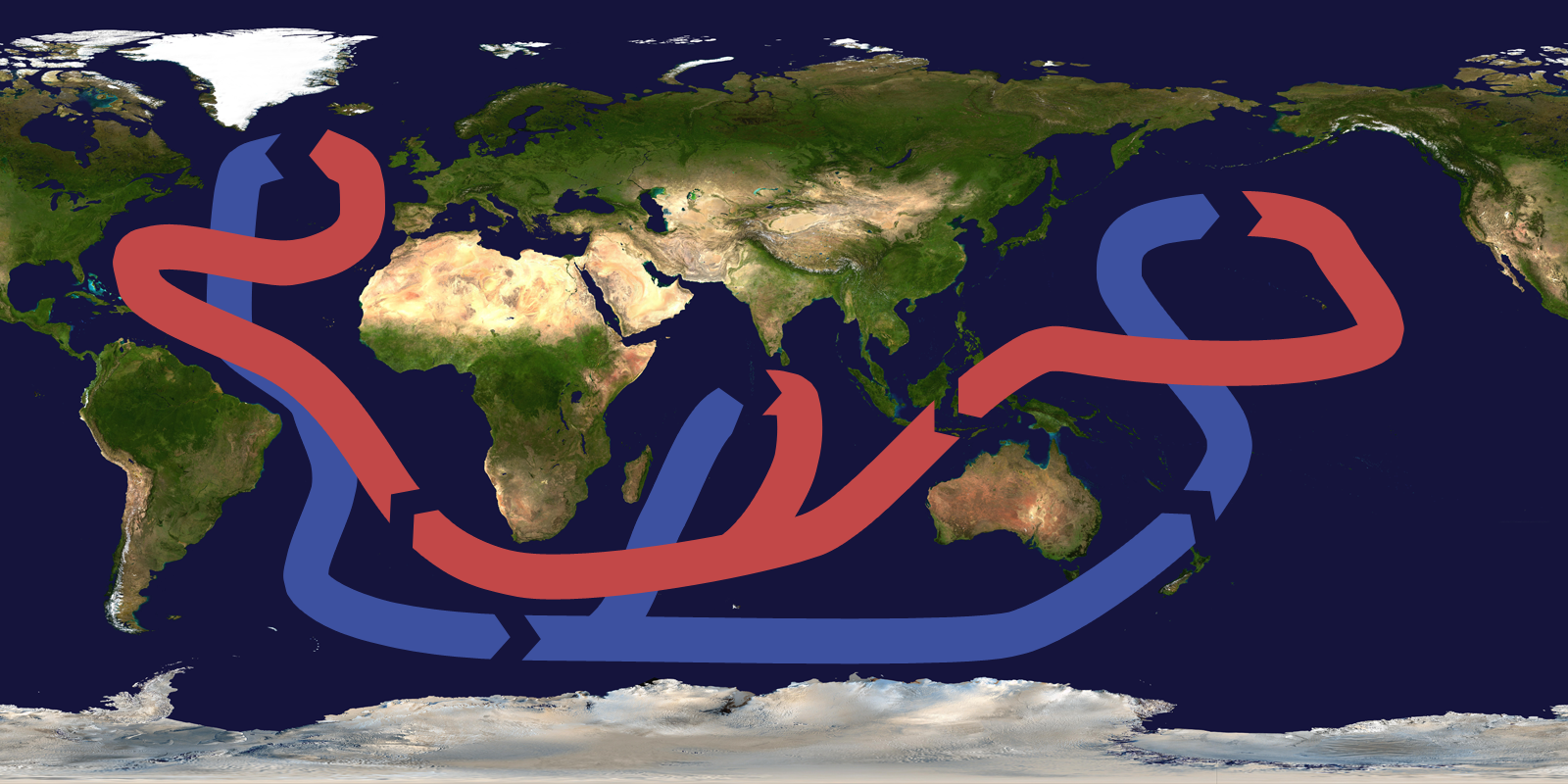
Thermohaliene circulatie

Het water van de oceanen is in voortdurende beweging. Op grote schaal is dit zichtbaar in de grote oceaanstromingen zoals de Golfstroom. Een groot deel van de bewegingsenergie van de oceaan zit echter in meer kleinschalige wervelingen van een paar tientallen kilometer groot. Uiteindelijk komt al die energie van het zonlicht en van de aswenteling van de Aarde.
De grote oppervlaktestromingen van de oceaan worden aangedreven door passaatwinden en hun tegenhangers, de westenwindgordels. Door de ekmanspiraal loopt de zeestroming niet evenwijdig met de windrichting. Het gecombineerde effect is een verzameling ringvormige zeestromingen, gyres genaamd. De Atlantische en de Grote Oceaan hebben elk een noordelijke en een zuidelijke subtropische gyre, terwijl de Indische oceaan één (zuidelijke) gyre heeft. Daarnaast is er een grote circumpolaire stroom rondom Antarctica en enkele kleinere subpolaire gyren.
Er bestaan ook gebieden van massale op- of neerwaartse beweging van het oceaanwater, waardoor er ook dieptestromen ontstaan. Daarbij zijn verschillen van zowel de watertemperatuur als het zoutgehalte van belang, omdat ze de massadichtheid van het oceaanwater bepalen. Het geheel van verticale stromen, oppervlaktestromen en dieptestromen heet thermohaliene circulatie.

## Satellietwaarnemingen

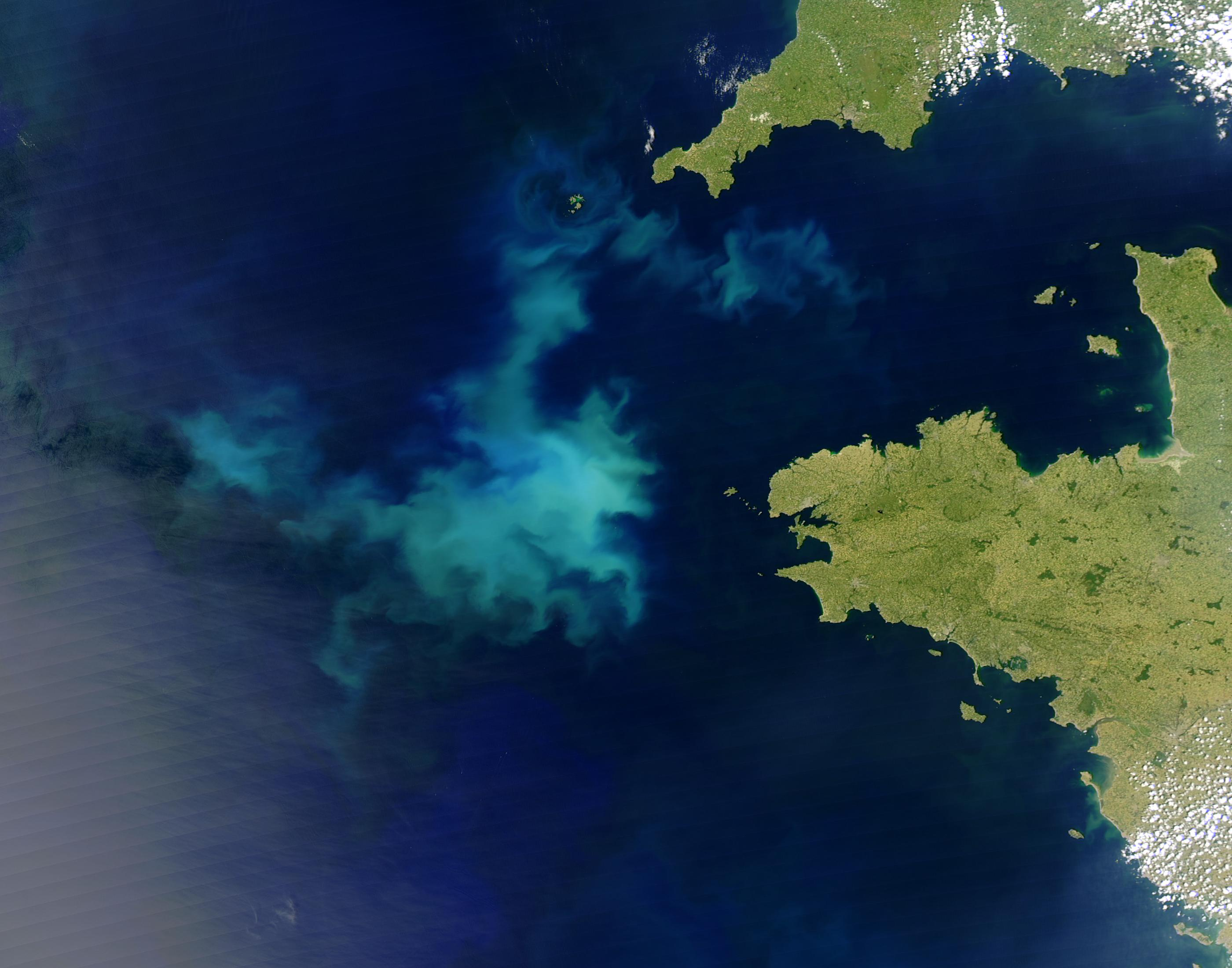
Satellietfoto uit 2004 van een grote algenbloei buiten de kust van Bretagne

Hoewel waarnemingen ter plaatse belangrijk blijven, leveren satellietwaarnemingen de meest volledige gegevensverzameling op over de eigenschappen van het oceaanoppervlak zoals temperatuur, hoogteverschillen en zoutgehalte. Passieve waarneming bestaat uit het fotograferen van licht en andere straling die van het zeeoppervlak ontvangen wordt. Bij actieve waarneming zendt de satelliet zelf een signaal uit, bijvoorbeeld radar, waarvan de weerkaatsing informatie oplevert over de zee. Veel waarnemingsproducten zijn gratis beschikbaar op de websites van de producenten, zoals
- Aviso[8]
- Copernicus[9]
- GHRC[10]
- NODC[11]
- NSIDC[12]
- OC[13]

Temperatuurmetingen gebeuren door passieve waarnemingen in het infrarood (3,7-12 μm), een golfband die goed wordt doorgelaten door de lucht en waarbij een horizontale nauwkeurigheid van minder dan 1 km mogelijk is. Waarnemingen in microgolven (1-30 cm) hebben het voordeel dat ze door de wolken kijken, maar de horizontale resolutie bedraagt slechts 25 km. Het zoutgehalte nabij het oppervlak volgt onrechtstreeks door middel van apertuursynthese uit de verminderde uitzending van radiogolven in de 21 cm-band. Ook ijsmassa's worden door apertuursynthese vastgesteld met een resolutie van 50-100 m. Kleurwaarnemingen geven informatie over de bestanddelen van het water en over de hoeveelheid fytoplankton. Radarbeelden in de microgolfband 1-30 cm leveren informatie over temperatuur, zoutgehalte, hoogte en hoogteverschillen, windsnelheid en windrichting, ijs, golfhoogte en ruwheid van het oppervlak.

## Milieuproblemen
De zeeën en oceanen staan bloot aan diverse bedreigingen zoals overbevissing, mijnbouw, vervuiling met vele stoffen, en CO2.
De vervuiling met plastic leidde tot een plasticsoep. Plastic dat in zee terecht komt, verzamelt zich voornamelijk in de gyres en in de arctische zee. Flora en fauna kunnen last ondervinden van dit plastic.
De oceanen hebben een deel van alle CO2 die sinds de Industriële revolutie in de atmosfeer is gekomen geabsorbeerd. Dit beperkt de opwarming van de Aarde, maar leidt tot verzurende oceanen. Een deel van het leven in de oceaan kan niet goed tegen de zuurdere omstandigheden. Koraal verbleekt bijvoorbeeld als gevolg van verzuring. Ook sommige groepen algen en schelpdieren ondervinden negatieve effecten. Door de klimaatverandering warmen de oceanen op.
Door de opwarming van het klimaat en lozingen van afvalwater en meststoffen, breiden gebieden met lage zuurstofconcentraties, dode zones met nog maar weinig leven, zich uit.
De fysische en chemische verandering van de oceanen hebben gevolgen voor het leven in de oceanen en bedreigen de soortenrijkdom. De reacties van diersoorten, populaties, en hele ecosystemen op deze veranderingen is moeilijk te voorspellen.
Het VN-Milieuprogramma publiceerde in april 2021 haar tweede World Ocean Assessment rapport, waarin erop wordt gewezen dat veel voordelen die de oceanen bieden, ondermijnd worden door menselijke activiteiten, met meer dode zones als gevolg.

### Temperatuur
Uit statistisch onderzoek op basis van historische metingen van de zeewateroppervlaktetemperatuur (SST, opgetekend vanaf 1870) blijkt dat sedert 2014 op meer dan 50% van de plekken temperaturen zijn gemeten die historisch als “extreem” moeten genoemd worden, tegen nauwelijks 2% in de 19e eeuw. In de Zuid-Atlantische (1998) en Indische Oceaan (2007) werd deze drempel al eerder overschreden. “Extreme temperaturen zijn in de 21e eeuw normaal geworden”, aldus de commentaren.

### Diepzeemijnbouw
Diepzeemijnbouw heeft ernstige gevolgen voor oceaanecosystemen. De vernietiging van habitats, verstoring van sedimentlagen en geluidsoverlast bedreigen mariene soorten. Essentiële biodiversiteit kan verloren gaan, met onvoorspelbare effecten op de voedselketen. Bovendien kunnen toxische metalen en chemicaliën vrijkomen, wat leidt tot langdurige vervuiling van het zeewater. Dit roept vragen op over de duurzaamheid en milieukosten van dergelijke activiteiten.

En daar de temperaturen op grote diepte laag zijn gaan ook alle processen langzaam, met als gevolg dat een verstoring decennia later nog steeds invloed heeft. 

## Etymologie
Het woord oceaan komt van de Griekse naam Okeanos, de personificatie van de oerzee in de mythologie.

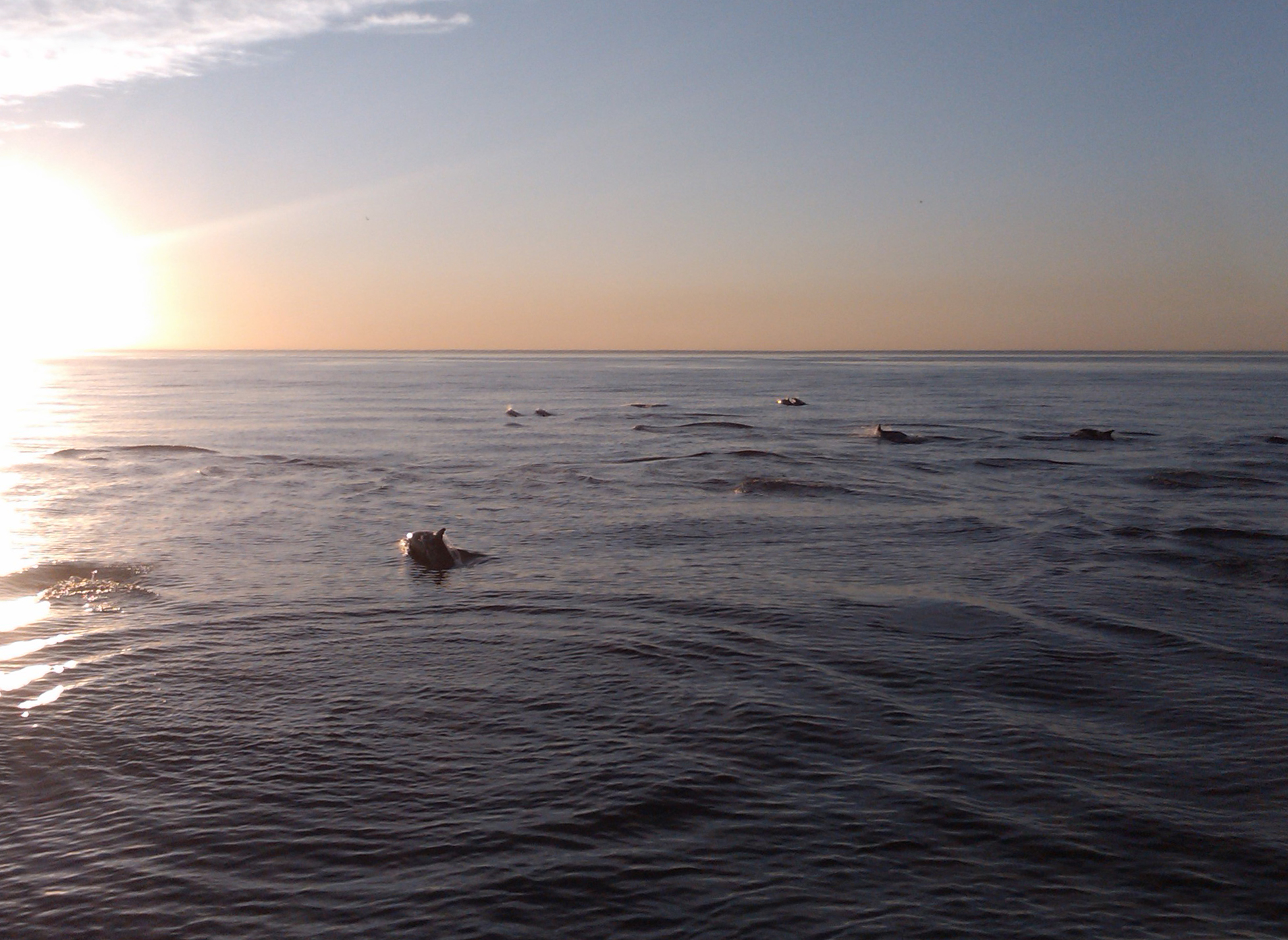
Dolfijnen in de Grote Oceaan
De wereldzeeën
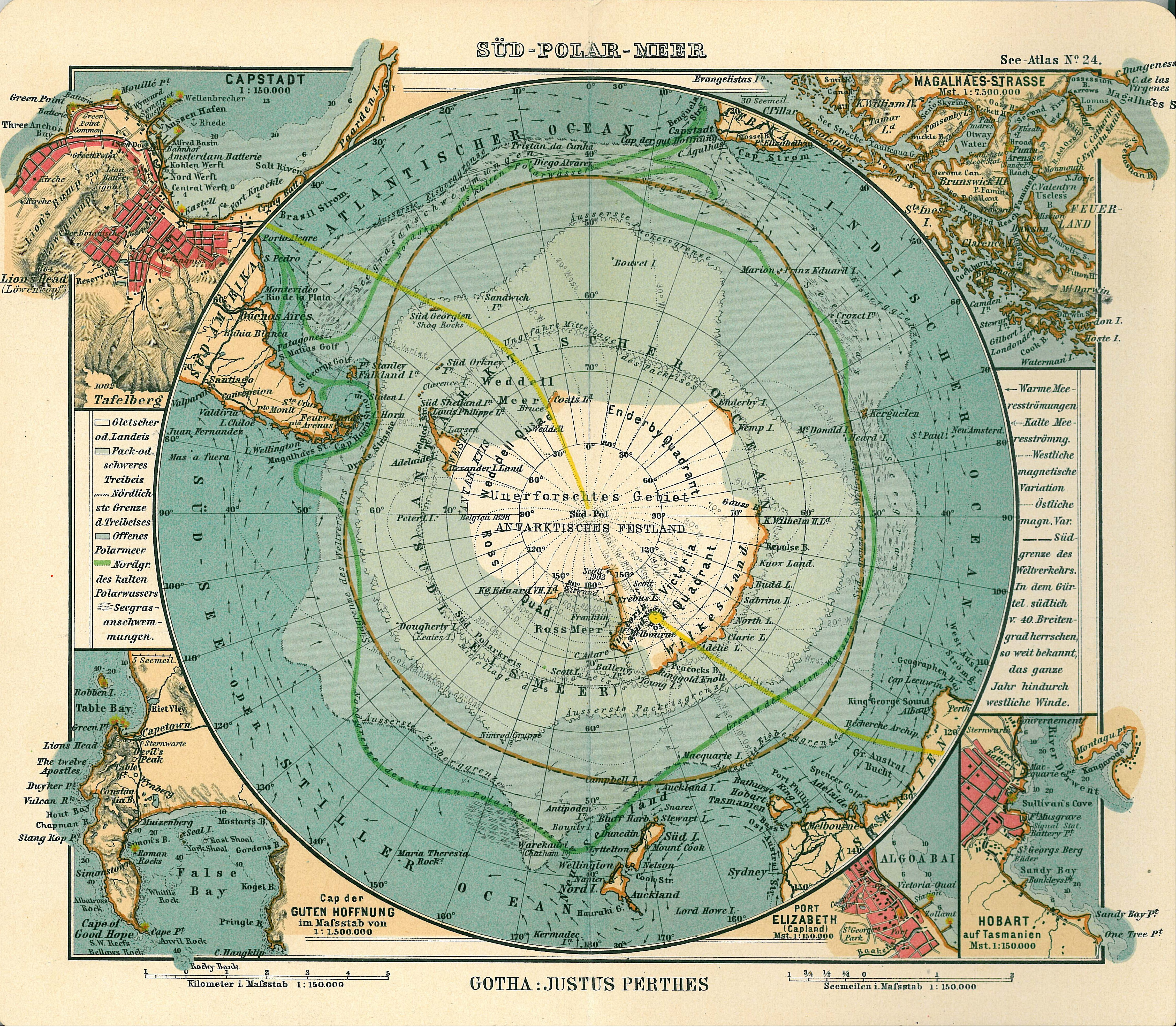
Kaart van Antarctica, 1906
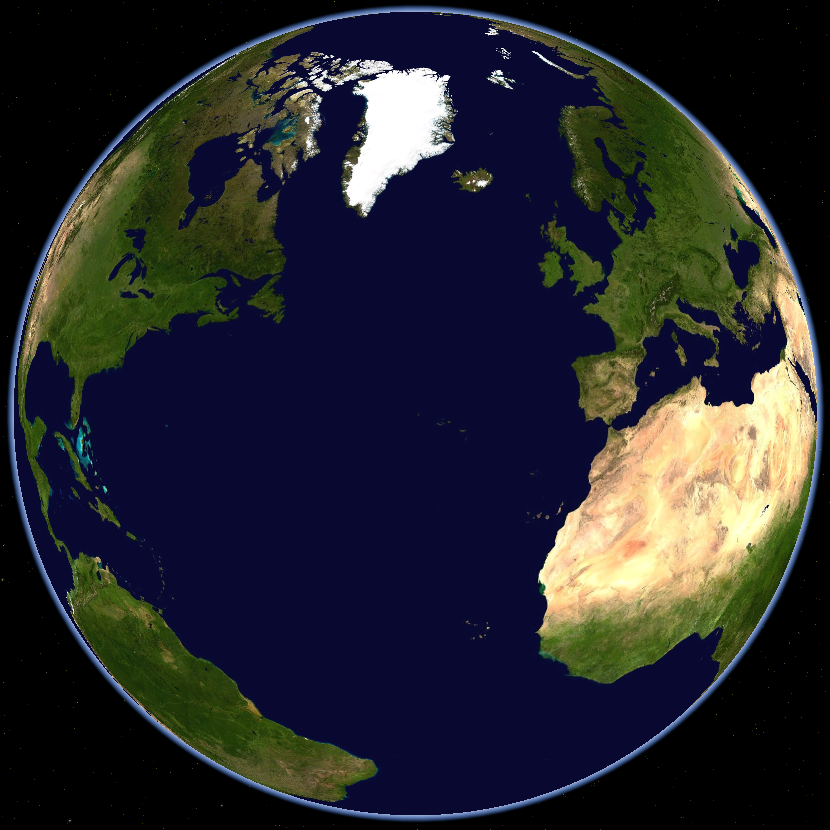
NASA Worldwind globe
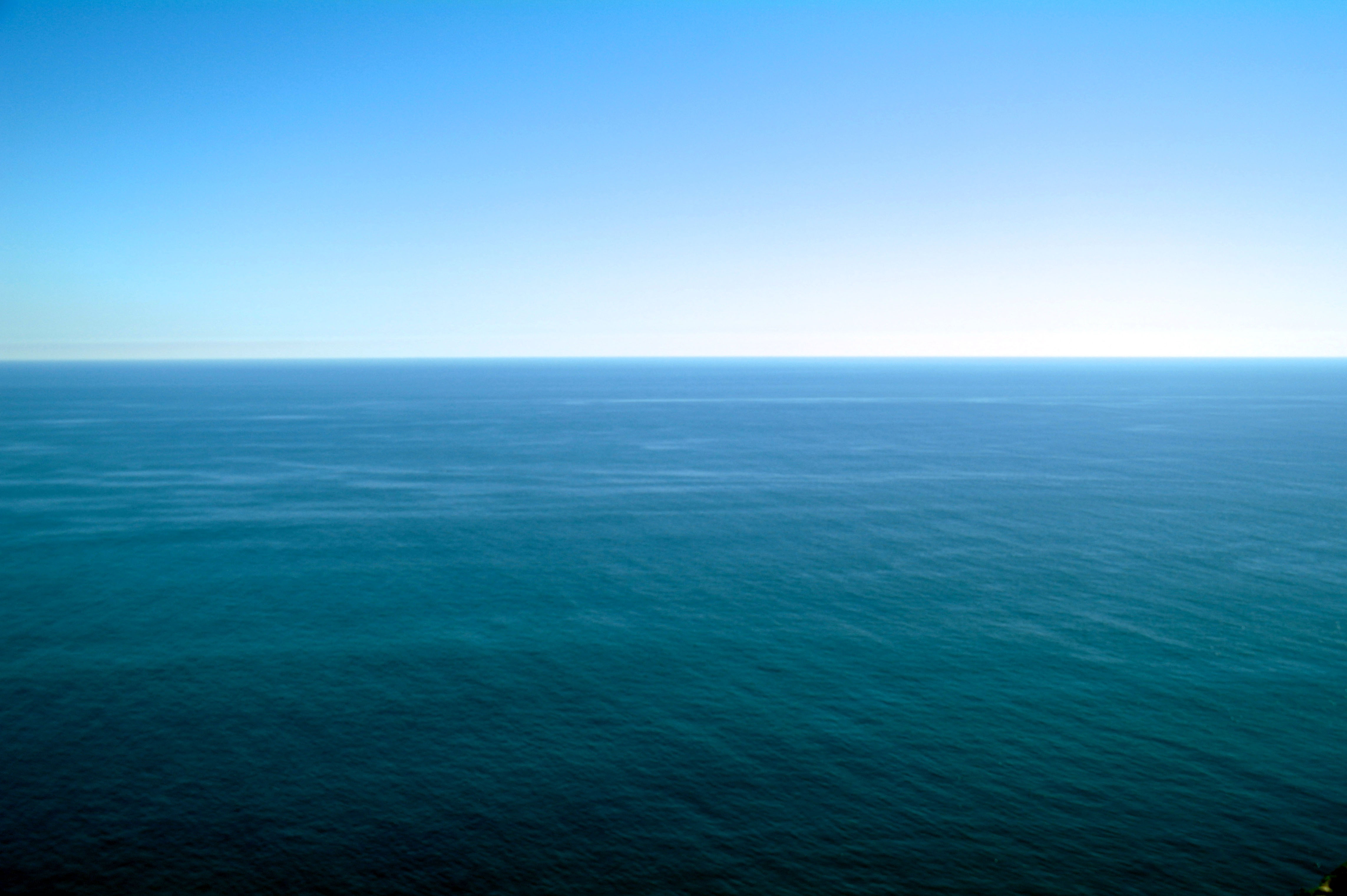
Stille Oceaan bij Californië, 2010
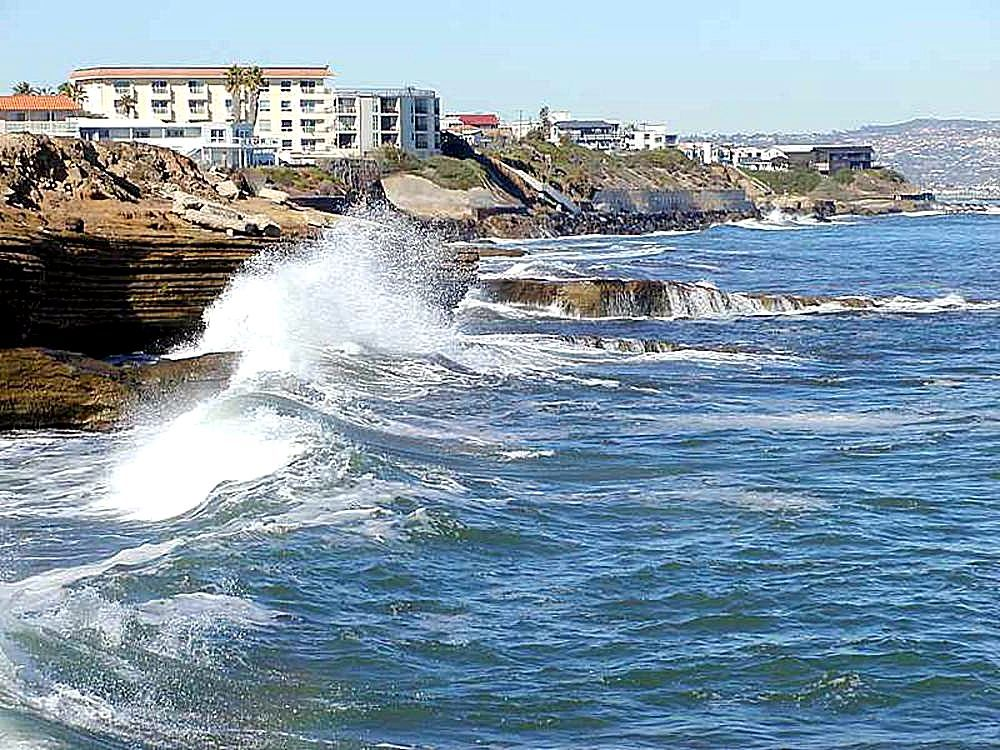
Golven tegen een oceaankust